# Imnul Ceceniei
Imnul Republicii Cecene Ichkeria, "Moarte sau Libertate" a fost stabilit în 1992. Cuvintele aparțin lui Abuzar Aydamirov, iar muzica este compusă de Umar Beksultanov.
| Bűsanna buorz yexkaș düniençu dövlla txuo, Jűranna luom uġuș txaņ ċeraș texkina. Lailaha illAllah Ärzuonīņ bannаșkaẋ nānuоșa daqīna, Tarxaș thieẋ duoy ẋīzuōņ dayșa txuo jāmīna. Lailaha illAllah | Noi ne-am născut noaptea, când lupoaica a fătat, Dimineața, sub răgetul leului ni s-au dat nume. În cuiburile vulturilor mamele ne-au alăptat, Să domesticim boi sălbatici tații ne-au învațat. |

| Xalq̇ana, maxkana nānuoșa qöllina, Cärșinna ieșnaçuоẋ, mayra djahittina. Lailaha illAllah Lāmanaņ lēçarçī mârșuōnieẋ qiīna, Xaluōniex, buōxamiex kurra çiеqdīlina. Lailaha illAllah | Mamele ne-au crescut să ne dedicăm Națiunii și Patriei, Și dacă nația noastră are nevoie de noi, suntem gata să luptăm împotriva mâinii opresive. Am crescut liberi ca vulturii, prinți ai munților. Nu există prăpastie de care să ne șovăim. |

| Mōqazaņ lāmanaș daș xilla lālarax, Dāxarieẋ, q̇īsamieẋ yâẋ uoẋa djalur yâc! Lailaha illAllah Buos järƶa va lâtta molxanax lielxarax, Txēșaņ sī döxkina, txuo lätta dörzur dâc. Lailaha illAllah | Mai degraba stâncile de granit se vor topi ca plumbul, Decât careva din noi să-și piardă onoarea în luptele vieții. Mai degrabă Pământul va fi înghițit de soarele arzător, Decât să trecem prin vreo încercare a vieții fără onoare! |

| Txuo ċq̇ā a cẋanniena q̇ârdella sovcur dâc, Jōƶalla ya mârșuō – șinniex cẋaə yuoqqur yu! Lailaha illAllah Yiƶаrașa txaņ çövnaș ēșarșca yierzayuo, Ẋomsarçu bjärgașa ẋünarșna ġittaduo. Lailaha illAllah | Niciodată să nu închinăm capurile noastre nimănui, ne dăm jurământul solemn, Să murim sau să trăim în libertate este destinul nostru. Surorile noastre mânâie rănile sângeroase ale fraților noștri cu cântecele lor, Ochii iubitelor noastre ne vor întări puterea mâinilor. |

| Macalluō ẋovzadaẋ, ōramaș duur du, Ẋuogalluō txaș bjârzdaẋ, bēcaņ txi mīr du! Lailaha illAllah Bűsanna buorz yexkaș düniençu dövlla du, Xalq̇ana, maxkana, Dalla a müthaẋ du. Lailaha illAllah | Dacă foamea ne slăbește, vom roade rădăcinile copacilor, Și dacă setea ne înnebunește, vom bea roua de pe iarbă. Fiind că am fost născuți când lupoaica a fătat. Promitem viețile noastre lui Dumnezeu, Națiunii și Patriei. |